# Kerron Clement
Kerron Clement, född 31 oktober 1985 i Port of Spain, Trinidad och Tobago, är en amerikansk friidrottare som tävlar i kortdistans- och häcklöpning. 
Clement som är uppväxt på Trinidad och Tobago blev amerikansk medborgare 2004. Samma år blev han juniorvärldsmästare på 400 meter häck. Vid VM 2005 slutade Clement fyra i finalen. Bättre blev det vid VM i Osaka 2007 där Clement vann loppet. Clement deltog även vid OS 2008 där han slutade på andra plats efter landsmannen Angelo Taylor. Under de Olympiska sommarspelen 2008 var han med i det lag som tog guld i 4 x 400 meter. Han blev dock inte uttagen till själva finalen, men fick trots guld.
Vid VM 2009 i Berlin försvarade Clement sitt guld på 400 meter häck när han vann på tiden 47,91. Han ingick även i det amerikanska stafettlaget på 4 x 400 meter som vann guld. 
Clements personliga rekord på 400 meter häck är 47,24. Dessutom har Clement världsrekordet 44,57 på 400 meter inomhus.